# 加藤剛士 (政治家)
加藤 剛士（かとう たけし、1970年11月18日 - ）は、日本の政治家。北海道名寄市長（4期）。全国青年市長会会長。

## 来歴
北海道名寄市出身。父親は自由民主党所属の北海道議会議員の加藤唯勝。北海道旭川東高等学校卒業。小樽商科大学卒業後、千代田生命保険（現・ジブラルタ生命保険）に就職。5年間勤務した後、父親が社長を務めるホテル・飲食店経営の「KTパイオニアグループ」に入社。兄がミュージシャンとして活動中だったため家業をついで社長となった。名寄青年会議所の理事長を務めた。
2010年（平成22年）4月18日投開票の名寄市長選挙に自民党名寄支部の支持を受けて立候補。連合名寄の推薦を受けた元市議会議長の高見勉との一騎打ちを制し、初当選を果たした。加藤の当選により道内最年少（39歳）の市長が誕生した。4月23日、市長就任。
※当日有権者数：24,882人 最終投票率：78.57%（前回比：－1.51pts）
| 候補者名 | 年齢 | 所属党派 | 新旧別 | 得票数   | 得票率 | 推薦・支持 |
| -------- | ---- | -------- | ------ | -------- | ------ | ---------- |
| 加藤剛士 | 39   | 無所属   | 新     | 10,540票 | 54.35% |            |
| 高見勉   | 66   | 無所属   | 新     | 8,853票  | 45.65% |            |

2014年（平成26年）、無投票で再選。
2018年（平成30年）、無投票で3選。
2022年（令和4年）4月10日、同日に告示された市長選挙において無投票で4選。